# Andenne
Andenne (vallonsk: Andene) er en by i Vallonien i det sydlige Belgien. Byen ligger i provinsen Namur, ved bredden af floden Meuse. Indbyggertallet er på 27.573 (2020), og byen har et areal på 86,17 km².

## Reference
1. 1 2  Andenne, Statistics Belgium, hentet 2. marts 2021 (fra Wikidata).